# Cruel Summer (GOOD Music)
Cruel Summer è il primo album del collettivo hip hop della casa discografica GOOD Music. Il disco è stato pubblicato il 14 settembre 2012 oltre all'etichetta stessa anche dalla Def Jam.

## Tracce
1. To the World (feat. Kanye West, R. Kelly e Teyana Taylor) – 3:51 (Kanye West, Robert Kelly, Andrew Wansel, Warren Felder, Che Smith, Malik Jones)
2. Clique (feat. Kanye West, Jay-Z e Big Sean) – 4:53 (Kanye West, Sean Anderson, Shawn Carter, Chauncey Hollis, James Fauntleroy, Alexander Izquierdo)
3. Mercy.1 (feat. Kanye West, Big Sean, Pusha T e 2 Chainz) – 5:26 (Kanye West, Sean Anderson, Terrence Thornton, Tauheed Epps, Stephan Taft, Anthony "The Twilite Tone" Khan, James Thomas, Denzie Beagle, Winston Riley, Reggie Williams)
4. New God Flow.1 (feat. Kanye West, Pusha T e Ghostface Killah) – 5:57 (Kanye West, Terrence Thornton, Herb Rooney, Ronald Bean, Highleigh Crizoe, Dennis Coles, G.I. Townsend, Marcos Valle)
5. The Morning (feat. Raekwon, Pusha T, Common, 2 Chainz, Cyhi the Prynce, Kid Cudi e D'banj) – 4:35 (Kanye West, Ramon Ibanga, Jeff Bhasker, Jacques Webster, Corey Woods, Terence Thornton, Lonnie Lynn, Tauheed Epps, Cydel Young, Andrea Martin, Alan Lerner, Frederick Loewe)
6. Cold.1 (feat. Kanye West e DJ Khaled) – 3:36 (Kanye West, Chauncey Hollis, James Todd Smith, Marlon Williams)
7. Higher (feat. The-Dream, Pusha T, Ma$e e Cocaine 80s) – 4:34 (Chauncey Hollis, Terius Nash, Terrence Thornton, Mason Betha, James Fauntleroy, Jeremiah Probodanu)
8. Sin City (feat. John Legend, Travis Scott, Teyana Taylor, Cyhi the Prynce e Malik Yusef) – 4:28 (John Stephens, Jaques Webster, Decker, Teyana Taylor, J. Young, Cydel Young, Malik Jones, Victoria McCants)
9. The One (feat. Kanye West, Big Sean, 2 Chainz e Marsha Ambrosius) – 5:44 (Kanye West, Sean Anderson, Tauheed Epps, Marsha Ambrosius, Sam Bruno, B. Thomas, Malik Jones, James Fauntleroy, Che Smith, Carlton Ridenhour, James Boxley, Dave Barker, Winston Riley, Ansell Collins)
10. Creepers (feat. Kid Cudi) – 3:14 (Scott Mescudi, Dan Black)
11. Bliss (feat. John Legend e Teyana Taylor) – 3:30 (John Stephens, Teyana Taylor, Ross Birchard, E. Hamilton)
12. Don't Like.1 (feat. Kanye West, Chief Keef, Pusha T, Big Sean e Jadakiss) – 4:43 (Kanye West, Keith Cozart, Terrence Thornton, Sean Anderson, Jason Phillips)